# ジャスティス・リーグ・ダーク: アポコリプス・ウォー
『ジャスティス・リーグ:ダーク アポコリプス・ウォー』（Justice League Dark: Apokolips War）は、ワーナー・ブラザース・アニメーションが製作し、ワーナー・ホーム・ビデオが配給する2020年のアメリカのスーパーヒーロー直系映画で、ジェフ・ジョンズの「ダークサイド戦争」のストーリーアークに緩く基づいている。DCアニメーション映画ユニバースの第1作目の15作目であり最終作、DCユニバース・アニメーション・オリジナル映画の通算38作目である。監督はMatt PetersとChristina Sotta、脚本はErnie AltbackerとSotta、出演はMatt Ryan, Jerry O'Connell, Taissa Farmiga, Stuart Allan, Tony Todd, Ray Chase, Jason O'Mara, Rosario Dawson, Shemar Moore, Christopher Gorham, Rebecca Romijn, Rainn Wilsonなどである。
本作では、アポコリプスへの攻撃が失敗して多くのヒーローが死んだ後、ジャスティス・リーグ、ジャスティス・リーグ・ダーク、ティーン・タイタンズ、スーサイド・スクワッドの残りのメンバーが、地球を救うためにダークサイドと力を合わせて壮大な最終決戦に挑む。
本作は2019年7月のサンディエゴ・コミコンで発表され、2020年5月5日にデジタルプラットフォームで、5月19日に4K / ブルーレイ / DVDでそれぞれリリースされた。

## あらすじ
2度の地球征服に失敗した後、ダークサイドとその軍隊は無数の世界を征服してきた。これに対し、ジャスティス・リーグはアポコリプスに向かい、ティーン・タイタンズは防衛のため地球に留まることになる。タイタンズもダークサイドの襲撃を受け、ヒーローのほとんどが死亡、またはダークサイドの支配下に置かれる。
2年後、ダークサイドは地球を征服することに成功した。レックス・ルーサーは、メビウスの椅子を通じてダークシードにマインドコントロールされているバットマンに、地球の核からマグマを採掘する装置「リーパー」の進捗状況を答える代理人と化している。彼のリーダーシップにより、地球で生き残ったヒーローたちは、液体クリプトナイトを注入されて力を失ったクラーク・ケントの失敗を非難する。一方、レイヴンは父トリゴンが額の水晶の中の魔法の牢獄から脱出しようとしたため、うつ病を患ってしまう。自殺を図った彼女をクラークが救出した後、悪魔エトリガンと、恋人ザターナを戦死させたことを自責するジョン・コンスタンティンを巻き込み、バットマンの息子ダミアン・ウェインを探し、後者がバットマンをメビウスの椅子から解放してくれると期待します。コンスタンティンはダミアンをアサシン・リーグの前線基地で探し出し、しぶしぶヒーローに加わります。
メトロポリスでは、クラークの妻ロイス・レインが、アマンダ・ウォーラーの癌による死後、ハーレイ・クインが率いるスーサイド・スクワッドを勧誘し、彼女とクラークの計画の一環として、レックスコープのビルに潜入、ブームチューブを使用してアポコリプスに到達しようとするもの。世界各地で、他のヒーローたちが気晴らしにリーパーを破壊しようとする中、スクワドロン一行はビルに入りルーサーと対峙し、彼がロイスを内部から助ける匿名の情報源であったことを明かす。クラークのグループはアポコリプスに行き、惑星の発電機を破壊する。ロイスのグループはレックスコープにあるブームチューブがパラドーム部隊をアポコリプスに送るために使われるのを防ぐために残る。
バットマンは、オアを征服していたダークサイドにルーサーの裏切りを知らせ、アポコリプスにフューリーを送り込むように命じる。アポコリプスに戻ると、ワンダーウーマン、火星のマンハンター、メラ、ホークマン、スターファイアが新しいフューリーに改造され、機械部品で体を接合してスーパーマン一行と対峙していることが明らかになる。エトリガンはワンダーウーマンの手によって死亡するが、コンスタンティンは自らのLasso of Truthを使って彼女を解放する機会を得る。彼女はまだダークシードの支配下にある他のフューリーと対決するために残り、コンスタンティンと残りのメンバーはアポコリプスの発電機を破壊するために向かう。しかし、驚いたことに、フラッシュは無限のトレッドミルで永遠に走るために投獄され、惑星の代替電源として使用されているため、ダークシードの復活を防ぐことができる破壊する発電機がないことを発見する。
その後、アポコリプスのコントロールセンターに解体され組み込まれたサイボーグを発見する。コンスタンティンはサイボーグをダークシードの支配から解放することに成功し、その結果、ワンダーウーマンと対峙していたフューリーから転身したヒーローたちもマインドコントロールから解放される。バットマンとダークサイドはアポコリプスに戻り、ダークサイドはバットマンにダミアンを殺すように命令する。しかし、その事実が自分の両親の死を思い起こさせ、バットマンは躊躇し、ダークシードの支配から解放される。ダークサイドはダミアンを殺し、レイヴンを激怒させ、それによってトリゴンが精神から解放される。コンスタンティンは自分を宿主として差し出したが、トリゴンは彼を殺し、代わりにクラークに憑依し、その過程で彼の体から液体クリプトナイトを取り出した。
レックスコープに戻ったロイスのチームは、パラドームに囲まれ、自爆を促される。ロイスはサイボーグの助けを借りて、アポコリプスに別れのメッセージを送信する。ロイスが犠牲になったのを見て、スーパーマンはトリゴンから解放される。一方、コンスタンティンは一時的に死後の世界に連れて行かれ、そこでザターナと再会する。ザターナは、彼女の魔法を使ってうっかりコンスタンティンを逃がしたのはバットマンの計画の一部だったことを明らかにする。同時にザターナとレイヴンは、コンスタンティンとダミアンを蘇らせる。サイボーグは、地球上のパラドームをアポコリプスにテレポートさせ、ブラックホールに吸い込む計画を明らかにする。コンスタンティンとレイヴンは魔法を使い、トリゴンを肉体に戻し、ダークサイドと戦わせ、ヒーローたちは無事に地球に帰還する。サイボーグはアポコリプス、ダークサイド、トライゴンを忘却の彼方へ引きずり込む計画を開始する。
地球のコアの3分の1はダークサイドの機械によって取り出され、地球の軌道は凍結または不適切な温度による加熱の危険にさらされていた。コンスタンティンは、フラッシュがアポコリプスで解放しながら最初のフラッシュポイントを作ったことを知り、以前と同じ世界にはならないことを知りながらも、地球の破壊を元に戻すために、2度目のフラッシュポイントを作るようにフラッシュを説得する。フラッシュがタイムスリップして、再びフラッシュポイントを発生させる。タイムラインはリセットされ、広大な明るい光が全世界を覆う。ジャスティス・リーグ（バットマン、ワンダーウーマン、スーパーマン、コンスタンティン、スターファイア、ナイトウィング、ダミアン、レイヴン、ホークマン、マーティアンマンハンター、メラ、エース）の残党は、最終的な運命が分からないままこれを見ることになる。

## キャスト
- ジョン・コンスタンティン - マット・ライアン
- カル＝エル / クラーク・ケント / スーパーマン - ジェリー・オコンネル
- レイチェル・ロス / レイブン - タイッサ・ファーミガ
- ダミアン・ウェイン / ロビン - スチュアート・アラン（英語版）
- ユクサス / ダークサイド - トニー・トッド
- エトリガン（英語版） - レイ・チェイス（英語版）
- ブルース・ウェイン / バットマン - ジェイソン・オマラ
- ダイアナ・プリンス / ワンダーウーマン - ロザリオ・ドーソン
- レックス・ルーサー - レイン・ウィルソン
- ロイス・レイン - レベッカ・ローミン
- ザターナ・ザターラ - カミラ・ルディントン（英語版）
- フラッシュ - クリストファー・ゴーラム
- ビクター・ストーン / サイボーグ - シェマー・ムーア
- ハーレイ・クイン - ヒンデン・ウォルチ
- ディガー・ハークネス / キャプテン・ブーメラン - リアム・マッキンタイア
- キング・シャーク（英語版）、トライゴン（英語版） - ジョン・ディマジオ
- レディ・シヴァ（英語版） - Sachie Alessio
- ジョン・スチュワート / グリーンランタン、アレック・ホランド / スワンプシング - ロジャー・R・クロス

## 流通

### 批評家の意見
IGNムービーのJesse Schden氏は、「この映画は、15作の最終章であることを最大限に活用している」と述べている。その物語は、非常に意外で説得力のある方向に逸れ、DCU中の未解決事件を解決することに成功している。

### 収益
この作品の国内ブルーレイ売上は5,459,632ドルであった。

## 未来
ジャスティス・リーグ・ダーク／アポコリプス戦争』がDCAMUの最終作として確定しているにもかかわらず、脚本家のアーニー・アルトバッカーは、その連続性に関連する新プロジェクトの可能性を予告しました。と述べ、「この終わり方は...本当に難しいバランス感覚のようなものだ。ほろ苦くも希望に満ちた終わり方で、『もうダメだ！』と言っている人たちは...と言っておく。何かを失うのではなく、新しい何かを得るのだ......」。